# 扎氏食蚊魚
扎氏食蚊魚，為輻鰭魚綱鯉齒目鯉齒亞目花鳉科的其中一種，分布於中美洲墨西哥Conchos河流域，體長可達2.3公分，屬肉食性，生活習性不明。

## 擴展閱讀
維基物種上的相關：扎氏食蚊魚